# Ruskeinen
Ruskeinen är en sjö i kommunen Pieksämäki i landskapet Södra Savolax i Finland. Arean är 43 hektar och strandlinjen är 3,3 kilometer lång. Sjön  ingår i Kymmene älvs huvudavrinningsområde.   Den ligger omkring 60 kilometer norr om S:t Michel och omkring 260 kilometer nordöst om Helsingfors. 